# 2019冠狀病毒病上海市疫情
2019冠状病毒病上海市疫情，介绍在2019冠状病毒病疫情中，在中华人民共和国上海市发生的情况。
作为中国最大的城市之一，在2022年12月解除清零政策前，上海市是2019冠状病毒病病例最多的城市。同时，作为重要的出入境口岸城市，上海在疫情期间承接了中國大陆（按单个一级行政区算）最大量的國際航班，因此上海也报告了较多的境外输入病例。截至2022年5月31日24时，全市累计报告境外输入性确诊病例4,615例，出院4,603例，在院治疗12例。现无疑似病例；累计报告本土确诊病例58,392例，治愈出院56,997例，在院治疗800例，死亡595例。
截止2022年3月27日上海市实行分区分批封控前，上海市本轮疫情合共确诊16,013例感染者，为2020年初武汉聚集性疫情后中国大陆地区总规模最大的城市聚集性感染集群，超过了同期发生的2022年3月吉林省2019冠状病毒病聚集性疫情中的长春市集群及吉林市集群。

## 数据
| 市辖区/外地人员常居地/境外输入性病例来源地                     | 確診   | 死亡 | 痊癒   |
| 上海市                                                         | 63,007 | 595  | 61,600 |
| -------------------------------------------------------------- | ------ | ---- | ------ |
| 浦东新区                                                       | 82     | 0    | 82     |
| 宝山区                                                         | 26     | 1    | 25     |
| 黄浦区                                                         | 22     | 1    | 21     |
| 闵行区                                                         | 19     | 0    | 19     |
| 徐汇区                                                         | 18     | 1    | 17     |
| 静安区                                                         | 19     | 1    | 16     |
| 松江区                                                         | 15     | 0    | 15     |
| 长宁区                                                         | 14     | 0    | 14     |
| 普陀区                                                         | 11     | 0    | 11     |
| 杨浦区                                                         | 10     | 0    | 10     |
| 嘉定区                                                         | 9      | 2    | 7      |
| 奉贤区                                                         | 9      | 0    | 9      |
| 虹口区                                                         | 7      | 0    | 7      |
| 青浦区                                                         | 7      | 0    | 7      |
| 金山区                                                         | 4      | 0    | 4      |
| 崇明区                                                         | 4      | 0    | 4      |
| 武汉来沪人员                                                   | 79     | 1    | 78     |
| 湖北其他地市来沪人员                                           | 24     | 0    | 24     |
| 江苏来沪人员                                                   | 3      | 0    | 3      |
| 安徽来沪人员                                                   | 2      | 0    | 2      |
| 黑龙江来沪人员                                                 | 1      | 0    | 1      |
| 湖南来沪人员                                                   | 1      | 0    | 1      |
| 陕西来沪人员                                                   | 1      | 0    | 1      |
| 甘肃来沪人员                                                   | 1      | 0    | 1      |
| 浙江来沪人员                                                   | 1      | 0    | 1      |
| 境外来沪人员（本地确诊）                                       | 1      | 0    | 1      |
| 境外输入人员                                                   | 3045   | 0    | 2662   |
| 截至2022年1月13日24时 （確診個案數據包含已痊癒病例和死亡病例） |        |      |        |

## 确诊病例
2023年1月17日，上海疫情防控工作领导小组办公室表示，上海此輪疫情自2022年12月中旬快速发展，单日新增感染人数至12月下旬达到峰值后呈现明显下降趋势，近期全市每日新增感染人数持续保持下降趋势，全市各医疗机构发热门诊、120急救出车量、急诊就诊量均持续下降，相关指标已基本恢复到往常水平。上海市已经度過此本轮疫情感染高峰。2023年2月6日，上海交通大学医学院附属仁济医院新冠重症延伸病房关闭。。2023年4月13日，上海市卫生健康委员会主任闻大翔表示，上海新冠病毒感染仍处于局部零星散发状态。2023年8月，上海境內的医院新冠感染者略增。上海新冠门诊人数略有10%左右的增长。

## 治疗方法
2020年2月18日，上海医疗救治专家组成员胡必杰向媒体透露上海治疗2019冠状病毒病的经验和方法，包括尽量避免使用激素、简化用药、一人一方案等。3月2日，《上海市2019冠状病毒病综合救治专家共识》公布，其中对患者的出院有严格的标准，患者必须确保体温恢复正常大于3天、呼吸道症状明显好转、肺部影像学检查显示急性渗出性病变明显改善、连续两次呼吸道标本核酸检测阴性（采样时间至少间隔1天）、呼吸道标本核酸检测阴性后，粪便病原核酸检测也阴性以及总病程超过2周才能出院。
根据4月17日上海市新冠肺炎中西医结合救治新闻通气会透露的消息，上海市收治的2019冠状病毒病患者中，绝大多数患者接受中医药治疗。
2021年3月25日起，上海启动60岁及以上人群新冠疫苗登记预约接种工作。

## 相关措施
2020年1月24日，上海市宣布启动重大突发公共卫生事件一级响应。3月23日下調為二級。5月9日下調為三級。

### 封城限市

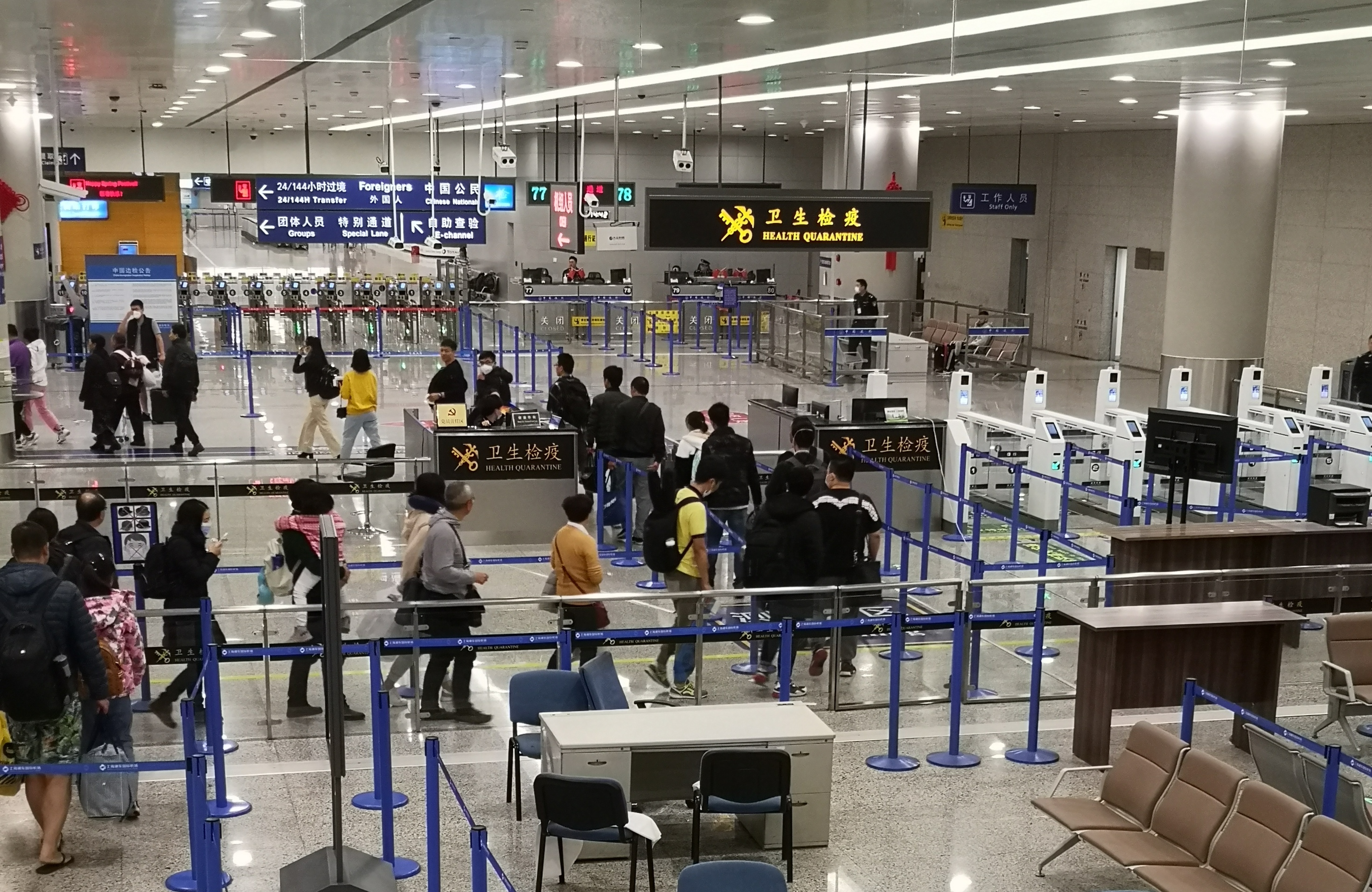
上海海关出入境检验检疫机关对上海浦东国际机场的旅客加强卫生检查

2020年1月21日，上海宣布暂停当地活禽交易。
1月25日，上海宣布对于湖北重点地区抵达人员进行14日的隔离及医学观察。
联合报报道称1月22日，上海市有顧客到一家藥房排隊近一小時來限購一包口罩，30分鐘後已經銷售一空。1月31日，上海市政府宣布从2月2日起，市民可到各居（村）指定地点进行登记预约，随后凭证到指定药店购买。每户可购买5只口罩，仅限预约购买一次。
1月31日起，所有进入上海的人员均需要进行健康登记。
1月底起，上海各养老机构实行封闭式管理，采取暂停亲属探望、暂停不必要人员入院等管控措施。
截至2月10日，上海市全市1.3万个居民住宅小区，绝大部分已实现了“封闭式管理”，采取了出入口管理措施，如：严控小区出入口数量，加强门岗力量配备，做到人员进入必询问、必登记、必测温。对体温异常的，则按照既定的“全链条处置机制”及时报告、及时移送。这亦宣告上海实质上封城。
2月10日起，上海市有关部门决定在疫情防控期间，对在上海没有居住地的，没有明确工作的人员，暂缓入沪。
2月17日，依托“随申办”（上海一网通办的移动端）开发的“随申码”正式试点上线，分绿、黄、红三色动态管理，试点应用范围包括线下园区、街镇等多个场景。
3月3日，上海允許出示“随申码”绿码、体温测量正常、做好登记和經居民同意的快递员等物流人员、服务人员、公用事业设施维修人员进入小区。
3月4日起，上海市宣布所有旅客在进入上海之日前14天内，有过韩国、意大利、伊朗、日本等国家旅行或居住史的，一律实施居家或集中隔离健康观察14天。3月13日起，该政策扩大至韩国、意大利、伊朗、日本、法国、西班牙、德国、美国8个国家。3月17日起扩大至韩国、意大利、伊朗、日本、法国、西班牙、德国、美国、英国、瑞士、瑞典、比利时、挪威、荷兰、丹麦、奥地利16个国家。3月20日起，澳大利亚、马来西亚、希腊、捷克、芬兰、卡塔尔、加拿大、沙特阿拉伯列入重点国家名录。3月23日起，日本撤出重点国家名录，增加菲律宾为重点国家。
3月15日，上海市疫情防控工作领导小组新闻发布会透露，境外回国人员输入病例中未参加基本医疗保险的人员，医疗费用原则上由患者个人负担。参加了商业健康保险的人员，由商业保险公司按合同支付。
3月17日起，上海进一步从严从紧落实14天居家隔离健康观察措施，管理流程将更加严密，居家隔离标准将更加严格。
截至3月19日，隨著疫情緩解，上海超市卖场网点复工率达99.1%；购物中心复工率达100%；便利店复工率达93.4%；餐饮行业复工率达70%；农产品批发市场、菜市场复工率达100%。
3月22日起，上海对所有来自非重点国家和地区的入境来沪人员全面实施核酸检测。
3月26日，上海市新冠肺炎疫情防控工作领导小组办公室决定，自当日18时起，对入境来沪的全部人员，一律实施为期14天的隔离健康观察。对入境的外交人员和从事重要经贸、科研、技术合作的人员，另有规定的按规定执行。
5月9日起，上海全市养老机构在做好疫情防控工作的基础上，向所有入住老年人的家属恢复开放探视服务，家属探视需提前向机构预约。
7月27日零时起，上海对入境人员实施有条件的“7天集中+7天居家”隔离措施。
9月12日起，上海对目的地为苏浙皖三省的入境人员实行“3+11”隔离转运措施。
而在11月5日至10日举行的第三届中国国际进口博览会，则采取了一系列防疫措施。10月11日，进博局发布《第三届中国国际进口博览会新冠肺炎疫情防控工作总体方案》，明确从境外入境上海的参展参会人员将要求在指定宾馆实施为期14天的集中健康隔离观察，同时所有参展参会人员、展区内工作人员全员核酸检测，在首次入馆时必须具备7天内有效的核酸检测阴性证明。而所有进口供进博会参展的相关物品开展检验检疫，规范进口冷链食品采样、监测和消毒工作。展区内的餐饮服务亦采取严格管理措施，不零售冷冻生鲜食品，且禁止试吃未经“全熟加工”的冷冻生鲜食品。此外，展会期间将采取参展客流分时错峰、预约限流、集中出行等措施。由于参展客流对社会面及周边交通秩序影响较小，故第三届进博会期间公众休息日将不作调整。
2021年1月21日起，根据疫情防控相关最新要求，上海再次暂停养老机构接待外来人员探视和不必要人员进入，特殊原因需进入的人员应提供有效期内的核酸检测证明，并在规定区域内按规定路线活动，遵守相关防控要求。各养老服务机构要尽可能动员护理员等工作人员留沪、不返乡。直至3月1日，养老机构恢复对外人员探视。
2022年3月12日起，閔行區餐饮门店暂停堂食。
从2022年3月18日起至20日，上海非重点区域以街镇为单位，分时、分批次开展一次免费核酸检测。
2022年3月下旬开始，上海开始采取一系列严格的“封城”措施以应对2022年3月上海市2019冠状病毒病聚集性疫情，部分住宅小区实施封闭式管理，人员足不出户。

#### 中风险地区管控
2020年11月9日，在上海出現1例本地病例后，上海将浦东新区祝桥镇营前村列为中风险地区。
11月21日，上海市卫生健康委主任邬惊雷表示，经市疫情防控指挥部研究决定，将浦东新区周浦镇明天华城小区列为中风险地区。同日晚，上海市将浦东新区祝桥镇新生小区列为中风险地区。
11月22日，上海市将浦东新区张江镇顺和路126弄小区列为中风险地区。
11月23日，上海市卫健委主任邬惊雷在记者会上表示，从24日0时起，浦东新区祝桥镇营前村由中风险地区调整为低风险地区。同日晚，上海市将浦东新区祝桥镇航城七路450弄小区列为中风险地区。
12月5日零时起，浦东新区周浦镇明天华城小区由中风险地区调整为低风险地区並正式解封。浦东医院从12月5日零时起结束闭环管理，自12月8日8时起恢复正常医疗服务。
12月7日零时起，浦东新区祝桥镇新生小区和张江镇顺和路126弄小区由中风险地区调整为低风险地区。同日，上海市卫生健康委主任邬惊雷在发布会上宣布，自12月8日零时起，将浦东新区祝桥镇航城七路450弄小区由中风险地区调整为低风险地区，至此上海市中风险地区清零。
2021年1月21日起，黄浦区昭通路居民区（福州路以南区域）列为中风险地区，当地居民被安排转运至酒店集中隔离。
1月22日起，黄浦区中福世福汇大酒店列为中风险地区。
1月23日起，宝山区友谊路街道临江新村（一、二村）小区列为中风险地区。
1月24日起，黄浦区贵西小区列为中风险地区。
2月4日18时起，昭通路居民区（福州路以南区域）由中风险地区调整为低风险地区。
2月5日起，浦东新区高东镇新高苑一期小区列为中风险地区。同日18时起，中福世福汇大酒店由中风险地区调整为低风险地区。
2月6日18时起，宝山区临江新村（一、二村）小区由中风险地区调整为低风险地区。
2月7日18时起，黄浦区贵西小区由中风险地区调整为低风险地区。
2月19日0时起，浦东新区高东镇新高苑一期小区由中风险地区调整为低风险地区，上海市中风险地区再次清零。
8月3日，浦东新区川沙新镇华夏二路1500弄心圆西苑小区列为中风险地区。上海浦东国际机场及病例所居住小区均开展全员核酸检测。
8月17日0时起，浦东新区川沙新镇华夏二路1500弄心圆西苑小区调整为低风险地区。
8月18日，松江区永丰街道仓丰路855号（有庐公寓）列为中风险地区。
8月20日，浦东新区川沙新镇川环南路1049弄界龙花苑小区、浦东新区盐朝公路798号锦江之星（东海镇店）列为中风险地区。
8月21日，浦东新区祝桥镇千汇路280弄千汇苑一村小区、千汇路1000弄祝和苑北区列为中风险地区。
9月1日0时起，松江区永丰街道仓丰路855号（有庐公寓）由中风险地区调整为低风险地区。
9月3日0时起，浦东新区川沙新镇川环南路1049弄界龙花苑小区、盐朝公路798号锦江之星（东海镇店）由中风险地区调整为低风险地区。
9月4日0时起，浦东新区祝桥镇千汇路280弄千汇苑一村小区、千汇路1000弄祝和苑北区由中风险地区调整为低风险地区。
11月25日起，浦东新区花木街道锦绣路1650弄香梅花园一期小区、浦东新区三林镇海阳路1080弄香樟苑小区和青浦区赵巷镇业文路189弄西郊锦庐小区列为中风险地区。
12月2日，浦东新区花木街道牡丹路186弄小区列为中风险地区。
12月8日，浦东新区张江镇张东路2281弄玉兰香苑四期小区升为中风险地区。
12月9日起，浦东新区花木街道锦绣路1650弄香梅花园一期小区、三林镇海阳路1080弄香樟苑小区和青浦区赵巷镇业文路189弄西郊锦庐小区由中风险地区调整为低风险地区。
12月21日零时起，浦东新区张江镇张东路2281弄玉兰香苑四期小区由中风险地区调整为低风险地区，上海市中风险地区清零。

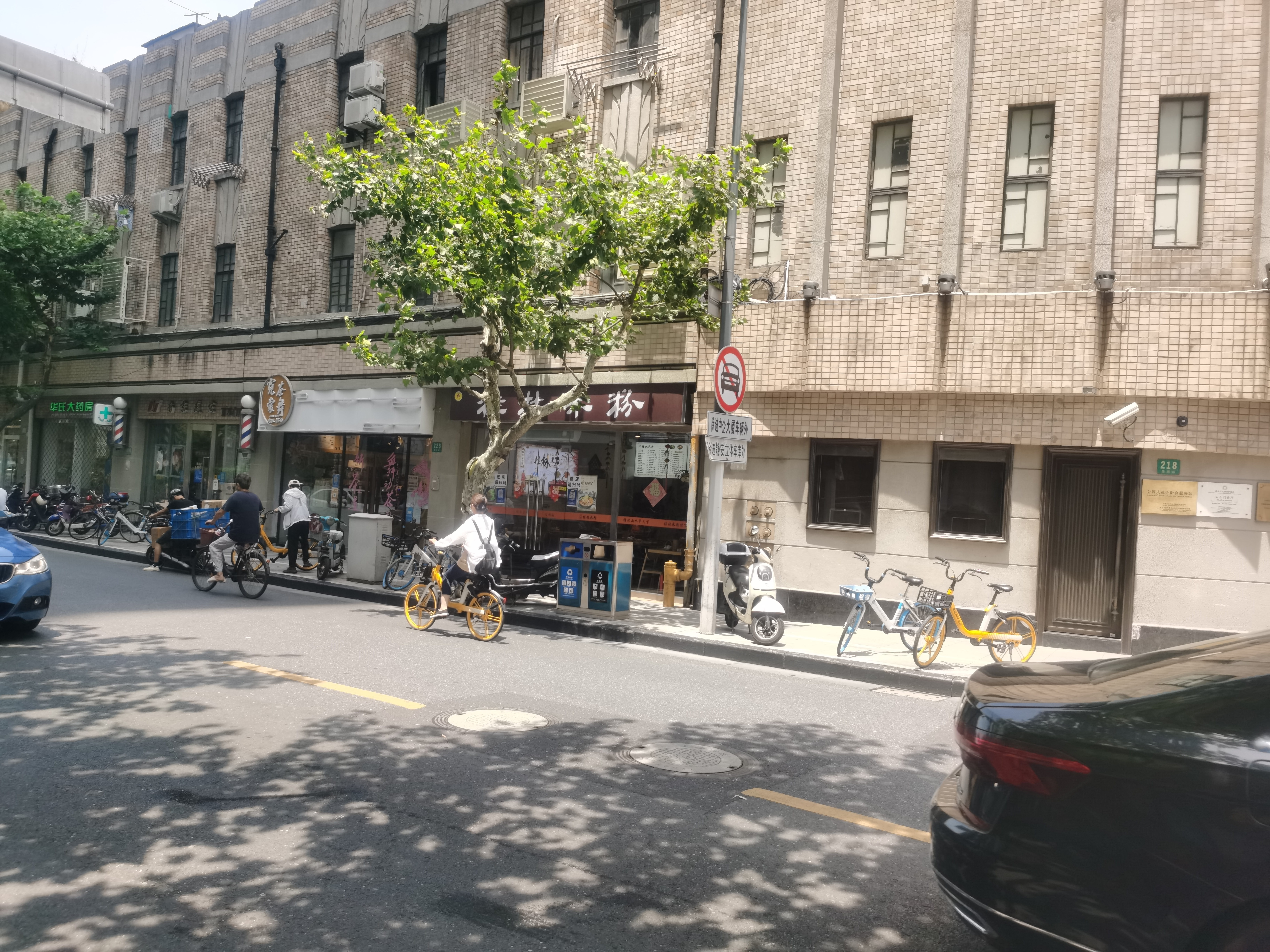
愚园路228号在2022年1月13日-27日列为中风险地区，曾经是“全球最小风险区”（2022年7月摄）

2022年1月13日，静安区静安寺街道愚园路228号列为中风险地区。此地为一奶茶店，面积仅20余平方米，因感染者集中且人员流动较大而被列入中风险地区，被媒体形容是“全球最小风险区”。1月27日调整为低风险。
1月24日，奉贤区奉城镇幸福村8组列为中风险地区。
3月1日，普陀区石泉路街道宁强路33号石泉社区文化活动中心列为中风险地区。
3月3日，松江区九里亭街道永辉超市沪亭北路店列为中风险地区。
3月4日，嘉定区马陆镇宝安公路3705弄1号列为中风险地区。
3月6日，徐汇区徐家汇街道漕溪北路1200号（华亭宾馆）列为中风险地区。
3月8日，静安区北站街道河南北路233号列为中风险地区。
3月9日，浦东新区沪东新村街道长岛路281号列为中风险地区。
3月15日15时起，普陀区石泉街道宁强路33号石泉社区文化活动中心由中风险地区调整为低风险地区。
3月18日起，黄浦区打浦桥街道顺昌路612弄20号列为中风险地区。

### 暂停文体教活动
1月22日，上海市文化和旅游局发布消息称，根据上海市文化和旅游局《关于做好新型冠状病毒感染的肺炎疫情防控工作的紧急通知》精神，“2020微游上海”活动将延期举办。
1月23日，上海宣佈各培训机构和托育机构从即日起至2月29日暂缓开展线下服务。上海博物馆則宣佈每日参观总量减少四成，对所有参观者检测体温，後又决定春节期间闭馆，闭馆时间自1月24日起至2月8日。上海科技馆、上海自然博物馆（上海科技馆分馆）、上海迪士尼也自2020年1月25日起临时闭馆。上海大剧院從1月24日起至2月9日取消所有演出及公共文化活动。
1月26日，上海市教育委员会印发通知，各级各类中小学、托幼所、幼儿园均不能在2月17日前开学，取消假期返校活动和寒托班；所有托育机构暂缓到2月底开办。上海市政府規定上海市区域内各类企业不早于2月9日24时前复工；后因疫情发展情况，改为各级各类学校2月底前不开学；各培训机构和托育机构在2月底前暂缓开展线下服务。後又决定3月份起，上海市大中小学开展在线教育，学生不到校。
1月28日在源深体育中心举行的上海上港对武里南联的亚冠附加赛空场进行，最终上海上港3：0大胜对手，取得参加2020年亚足联冠军联赛的资格，但其与上海申花之亚冠小组赛的前三轮比赛仍将分别在客场比赛。
1月31日的新闻发布会上，上海市文化旅游局副局长张旗表示，疫情发生后，上海的博物馆、美术馆、图书馆、文化馆、旅游服务咨询中心、歌舞娱乐场所等4200多家场馆设施、113家A级旅游景区以及上海迪士尼乐园、海昌海洋公园等非A级景区暂停对外开放，104场营业性演出与2700多场公共文化活动暂停举办。旅行社暂停了团队旅游及“机票+酒店”旅游产品。1月30日起，进出上海的邮轮航次均已取消。
2月7日，上海市文化和旅游局下发《关于暂退部分旅游服务质量保证金，支持旅行社应对经营困难的通知》，符合规定的旅行社，可暂退80%旅游服务质保金。
2月12日，一级方程式宣布，其在上海举行的F1中国大奖赛延迟举行。
3月9日起，迪士尼小镇、星愿公园与上海迪士尼乐园酒店的部分购物和餐饮商铺以及部分休闲体验恢复运营。此外上海還有8家A级景区恢復开放。
3月12日，上海已有22處景點恢復開放。
截至3月14日上午，包括上海博物馆、中华艺术宫、上海图书馆、东方明珠等共有195座城市公园、3座郊野公园、38家博物馆、美术馆、22家图书馆、文化馆、48家A级景区均恢復开放。网鱼网咖、好乐迪、卡通尼等一批网吧、卡拉OK、游戏游艺场所的主要门店也相繼复工。同日，上海市文化和旅游局发布《关于本市旅游企业恢复部分经营活动的通知》。
3月15日，黃浦江遊覽恢復。都市观光巴士恢復運行。
3月16日，上海累計城市公园恢复开放总量达到278座、郊野公园4座。同日，上海野生动物园重新开园，上海3家5A级景区则全部开放。
3月20日，上海335座城市公园恢復开放。
3月28日，上海205家電影院率先恢復運營。27日晚，国家电影局通知，全国影院不复业，已复业的立即暂停营业。
3月30日，为继续做好疫情防控工作，上海多家室内景区暂停开放，25家综合性景区的室内景点关闭、景区正常开放。
4月9日，上海市教育委員會主任宣佈，上海市高三年级、初三年级于4月27日返校开学，各高校及中等职业学校可从4月27日起开始安排毕业年级学生返校。各级各类学校在5月6日前做好其他学段和年级分批返校开学的准备。培训机构在上海市中小学和幼儿园返校开学前不得开展线下培训及服务。
4月20日，上海市教委宣布，高二、初二年级于5月6日返校开学；高中、初中其他年级以及小学四、五年级于5月18日返校开学。上海部分高校從4月27日起開始返校。
5月6日，上海迪士尼樂園宣布5月11日起將分階段重新開放，實行預約制來控制每日入園遊客量，安排安全距離來控制旅客密度，並同時進行政府規定的健康預防措施，包括要求旅客放置口罩，檢測體溫，以及其他接觸追踪和及早發現的健康系統。
5月20日，第二十三届上海国际电影节和第二十六届上海电视节宣佈延期舉辦。
6月2日，上海市小学一、二、三年级返校开学。
7月17日，上海国际电影电视节公布举办日期，上海国际电影节定于7月25日至8月2日举办，上海电视节定于8月3日至8月7日举办，为疫情发生以来中国大陆举办的首个重大国际性影视节庆活动。
8月17日，原定于10月16日至11月15日举办的第二十二届中国上海国际艺术节延期至2021年同期举办。
10月21日，上海国际马拉松赛组委会宣布2020年上海国际马拉松赛照常进行，参赛规模缩至9000人，且不邀请海外选手参赛。
2021年1月24日起，上海城隍庙暂停开放。2月11日起恢复开放。
2021年3月18日，上海市文旅局下发《关于持续加强本市演出、上网服务、娱乐等文旅场所常态化疫情防控工作的通知》，宣佈上海的剧院等演出场所、上网服务场所、娱乐场所接待消费者人数比例不再限制。
2021年4月9日，上海市文旅局发布《关于持续加强本市A级旅游景区常态化疫情防控工作的通知》，决定取消上海地区A级旅游景区接待75%的上限，但不得超过主管部门核定的最大承载量。
2021年8月6日，上海市文旅局发布《关于全面加强本市文化和旅游行业疫情防控工作的通知》，要求旅行社和在线旅游机构即日起暂停经营上海跨省团队旅游及“机票+酒店”业务。8月17日0时起，由于上海市内中风险地区“清零”，全部为低风险地区，于是上海市文化和旅游局发出《关于本市恢复跨省团队旅游及“机票+酒店”业务的通知》。、不過随着上海18日傍晚宣布新增一处中风险地区，上海再次暂停跨省团队游及“机+酒”业务。
2022年3月12日起，上海市的中小学、幼儿园、托儿所、各类培训机构和托育机构停止線下教學。3月13日晚上八点起，復旦大學启动校园准封闭管理，在校师生不离校，并且要進行核酸检测。准封闭管理时间暂定两周。後上海所有高校都采用了封闭管理模式。

### 限制交通

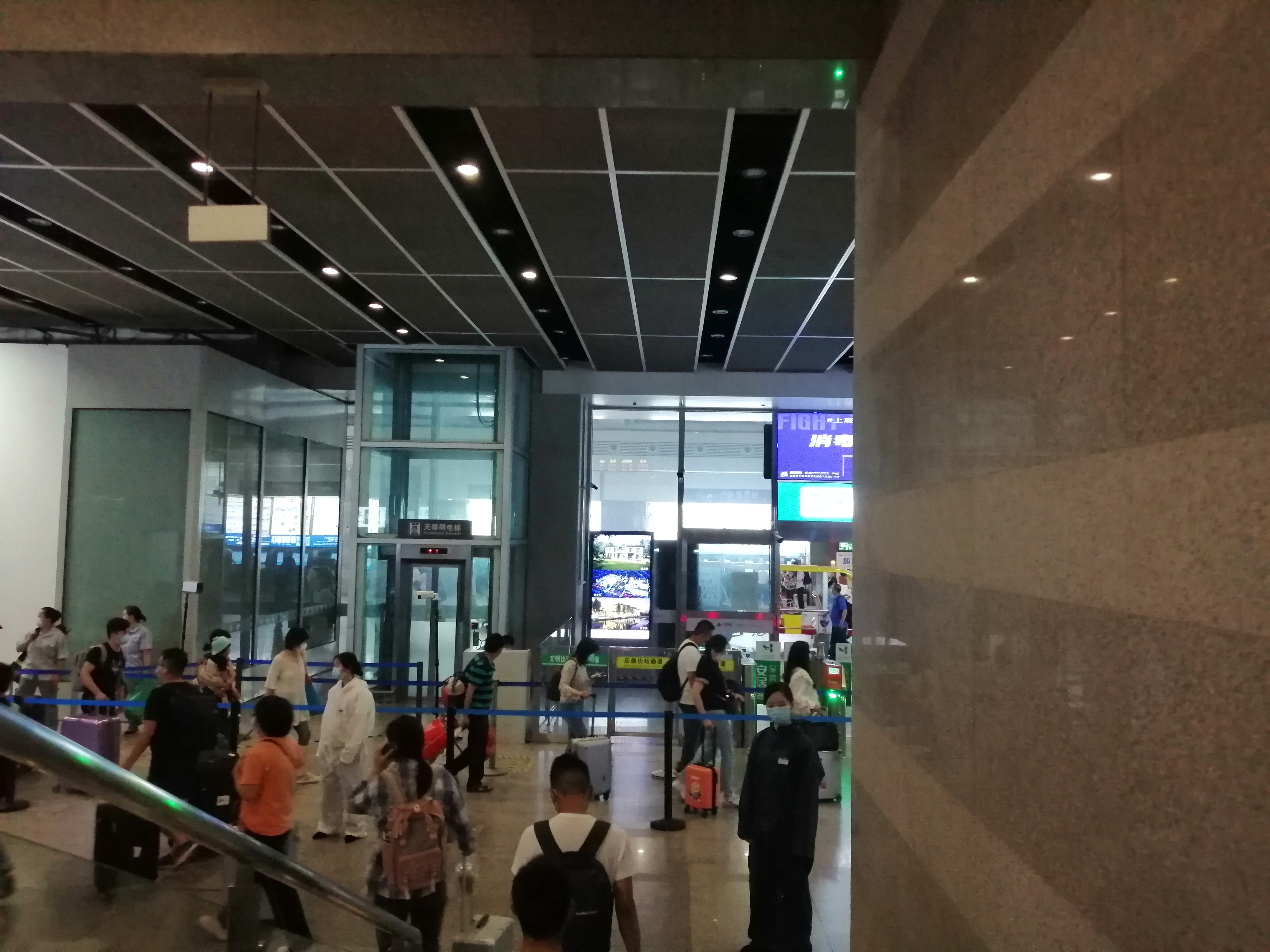
上海虹桥站车站职员对所有到达旅客进行测温（拍攝於2020年6月）

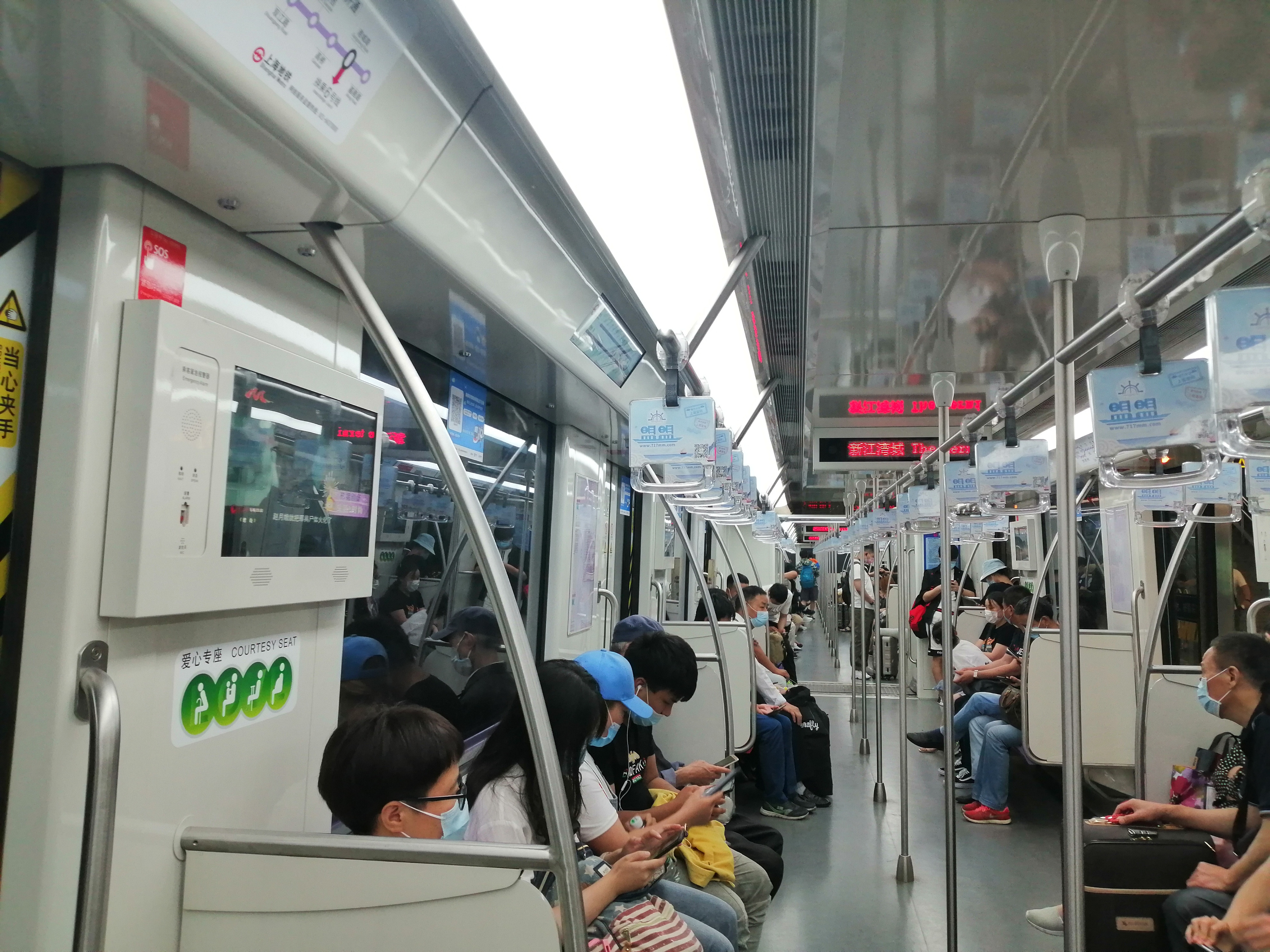
上海轨道交通10号线车厢内佩戴口罩的乘客，车上贴有防疫信息二维码，供乘客上车后登记

1月22日，上海对武汉抵达人员在车站、机场全面展开测温检查。同日，上海暂停赴汉长途客运和省际包车。
1月23日，上海市相关部门联合对全市进入上海市境的高速公路收费站、地面道口检查站加强检查，但仅针对重点地区的车辆和人员。
浦江游览從1月24日起全线停航，郵輪也全部取消。
1月26日，为防止疫情传播，上海轨道交通11号线进入昆山市的区段（花桥站至安亭站）自当日下午1时起暂停服务。當天起，上海省际客运站发送与到达所有班车、省际包车停运。
1月27日，上海市公安局表示，自当日14时起启动高速公路入沪通道省界公安检查站新型冠状病毒感染的肺炎防疫查控，按照“逢车必检”的工作要求做好防疫查控工作。另外，上海市所有跨省运营的公交线路调整为停运或不跨省运营（缩线至上海境内）。
2月3日起，上海地铁在上海火车站站、浦东国际机场站、上海南站站、虹桥火车站站、虹桥2号航站楼站、虹桥1号航站楼站安检点先行开展进站测温工作。在2月6日再新增51座车站实施乘客“测温”进站。
2月5日起，不戴口罩將無法进站乘坐上海地铁。
2月8日起，上海市新型冠状病毒感染的肺炎疫情防控工作指挥部要求进入机场、火车站、长途汽车站、轨道交通站、医疗卫生机构、商场、超市等公共场所的人员必须佩戴口罩，并配合接受体温检测。
2月14日，上海市嘉定区与江苏省昆山市签订《嘉昆两地联防联控备忘录》，明确嘉定、昆山两地道口相互认可双方所发的《工作通勤证》，以及嘉定安亭、昆山花桥居住小区的《临时通行证》，方便在跨地域工作和居住的人员通行。已领取上述证件的人员在测量体温并出示身份证或有效证件，以及嘉定安亭、昆山花桥居住小区《临时通行证》，即可在早晚高峰时间段，由专用通道进出两地，无需重复填报个人信息。2月16日，上海市金山区与浙江省平湖市、嘉善县签订类似协议，一样对往来三地工作和居住的人员采取便利通行政策。
2月15日，上海市交通委发布上海市“长三角疫情防控交通运输一体化货运车辆通行证”。持证货运车辆在长三角区域内可便捷通行；持证货运从业人员返回上海后，无须再次隔离14天。
2月17日，上海宣佈即日起乘坐公交、出租车必须佩戴口罩。
2月20日起，上海的企业可向上海市道路运输管理局申请，采取省际包车方式组织员工返沪。
2月22日起，上海地铁2、5、7、8、16号线全线运营结束时间提前至21时。
2月23日起，上海与江苏、浙江交界处的多个對外道口恢复通行。
2月25日，上海宣佈逐步推广公共交通乘客“乘车扫码登记”措施。
2月28日，上海地铁启动轨道交通乘客扫码登记措施。
3月15日起，上海部分省际班线陆续恢复运营。
3月21日晚，上海各公路入沪通道取消测温。从28日起撤销省界道口防疫检查。
3月24日起，上海轨道交通11号线昆山段恢复运营。
3月25日起，上海虹桥国际机场暂停国际和地区线运营，临时转场至浦东机场运营，保留虹桥机场航班备降功能。
4月1日，16号线恢复常态末班车运营。

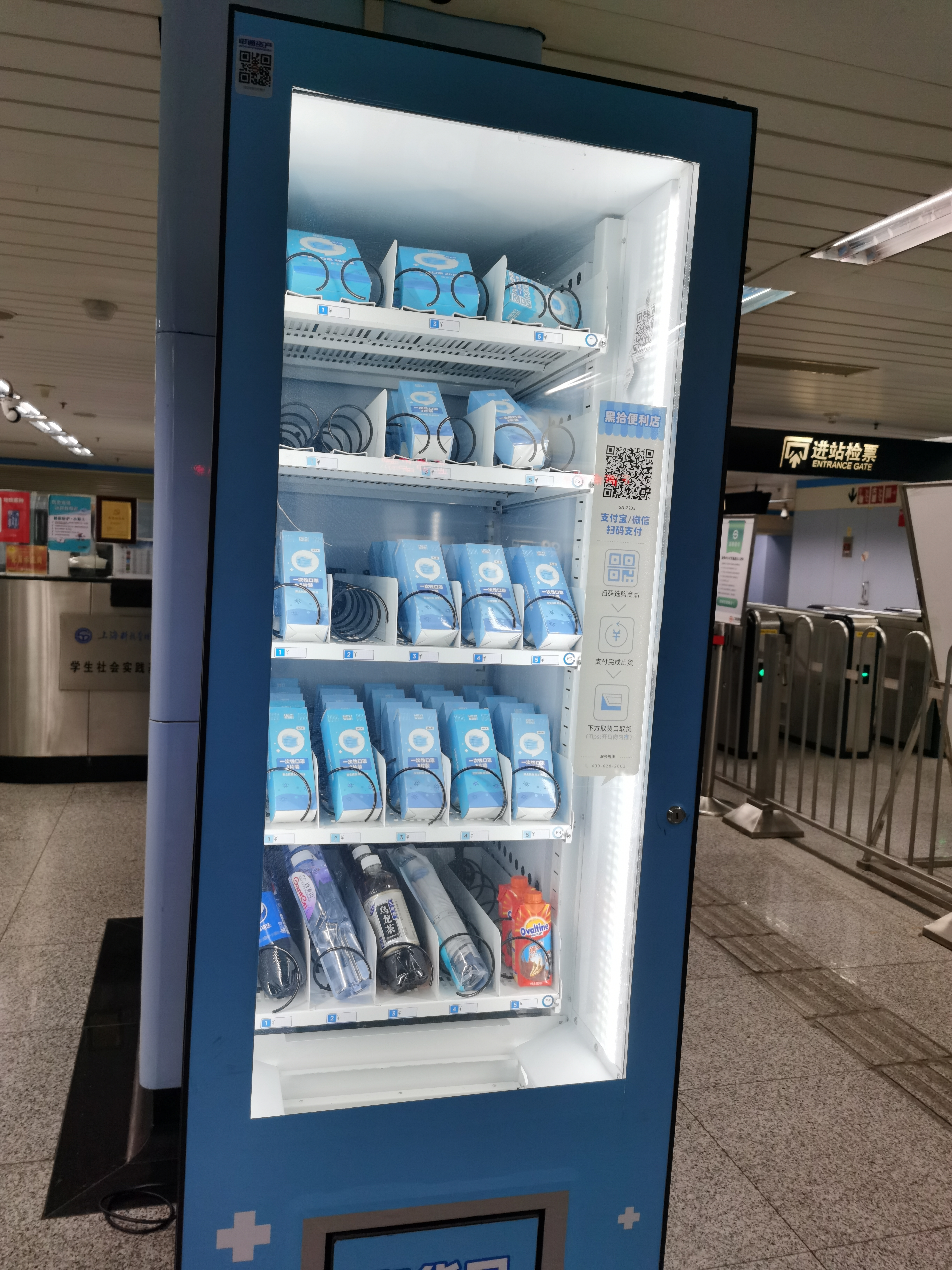
上海轨道交通8号线嫩江路站付费区外的口罩自动售货机

9月25日起，上海地铁在现有车站的便利店和部分自助设备中销售口罩的基础上，进一步增设自助售货机，实现上海地铁全网络413座站点口罩销售的全覆盖（不含昆山花桥段3站）。至11月，第二期170余座车站费区外口罩自助售卖点位优化调整方案已形成，计划11月底前完成施工。
11月9日，上海出現本地病例後，公交防疫措施收緊，上海市道路运输管理部门下達要求，公交车司乘人员应劝阻未佩戴口罩乘客乘车，在公交起始站点，若劝阻不成可延迟发车或停驶。11月16日，兩女子在869路上拒絕佩戴口罩，司機拒絕發車。最終兩女子被警察帶至派出所。2021年1月16日，金山10路司機提醒乘客佩戴口罩時，卻遭到乘客毆打。

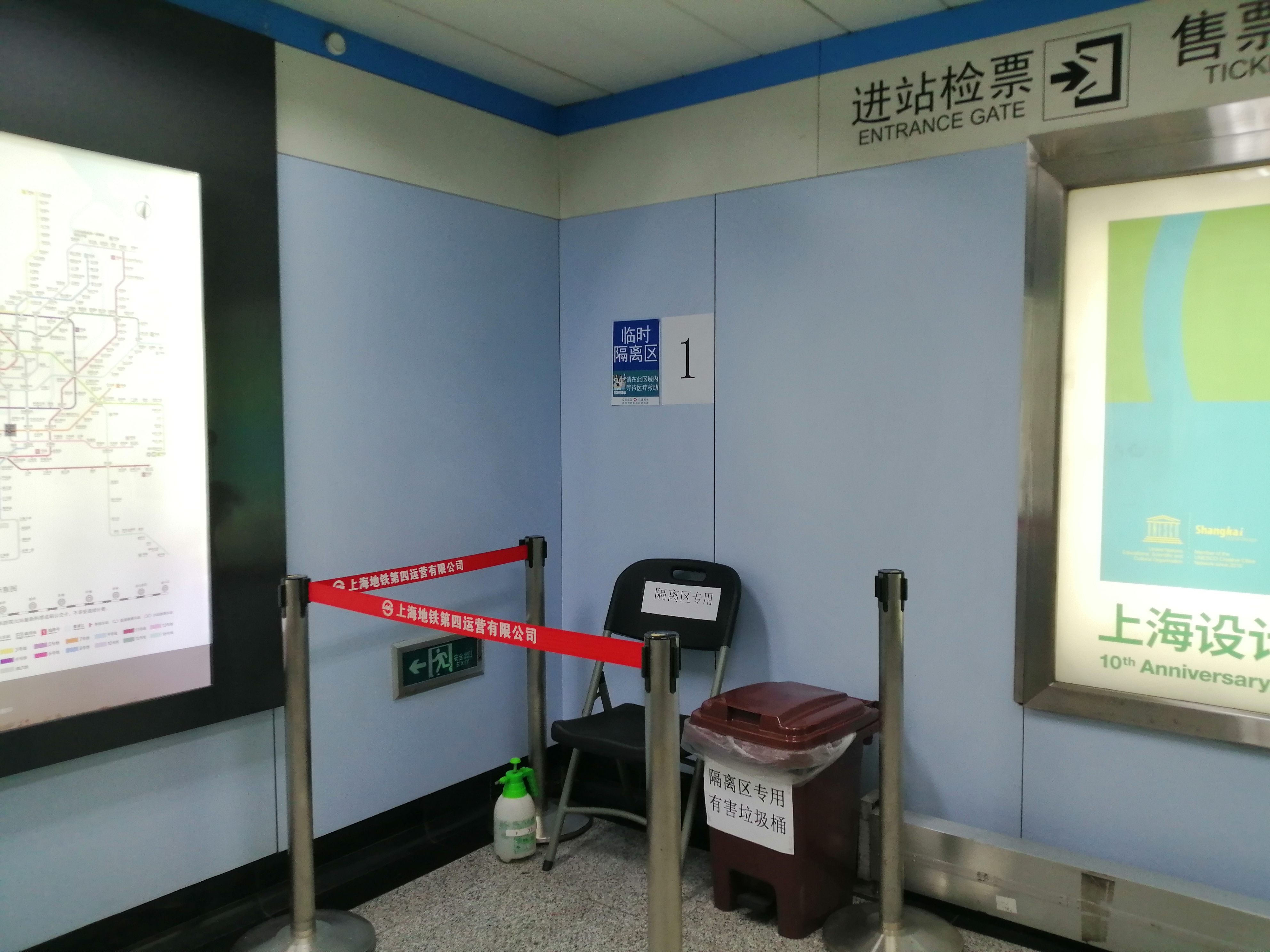
2020年11月，上海轨道交通8号线嫩江路站恢复设置隔离区

11月25日起，为继续做好防疫工作，上海地铁增加门户车站消毒频次、公共卫生间配备洗手液、加密票卡消毒频次、车站恢复隔离区设置、所有测温点配备热成像仪等措施。
2021年1月14日起，上海站、上海南站、上海虹桥站对所有到站乘客测温及查验健康码，此前查验健康码仅针对重点列车的到达旅客。上海轨道交通11号线昆山段启动入沪旅客进站验码措施。
2021年7月15日，浦东機場、虹桥机场客流量恢復疫情前水平。
2022年3月中旬开始，为应对2022年3月上海市2019冠状病毒病聚集性疫情，上海临时关闭了一系列公共交通服务并采取了部分交通管制措施。
2023年1月8日起，上海轨道交通所有车站不再对进站乘客进行体温测量。

### 处置相关违法行为
2020年2月7日，上海市人大常委會會議表決通過疫情防控工作的決定，對單位和個人違反法律法規和《決定》的各類法律責任作了規定，明確個人有隱瞞病史、重點地區旅行史、與患者或疑似患者接觸史、逃避隔離醫學觀察等行為，除依法嚴格追究相關法律責任外，有關部門還可以將其失信信息依法歸集到上海市公共信用信息平台，並採取懲戒措施。
截至2月15日，上海检察机关依法提前介入公安机关立案侦查的涉疫情防控刑事犯罪案件62件90人，已审查批准逮捕8件9人，提起公诉1件1人。其中有3人在居家隔離期間擅自外出遭到警方處罰。
10月27日，上海市人大常委会表决通过《上海市公共卫生应急管理条例》，自11月1日起施行。新条例规定，对有隐瞒病史、疫情高风险地区旅行史或者居住史，逃避隔离治疗、医学观察、健康观察等行为的患者，其个人负担的医疗费用不予财政补助（即自费）。

#### 哄抬物价
1月30日，家樂福徐匯店因哄抬物價被罰款200萬。
3月23日，上海市松江区人民法院审理上海首例疫期哄抬口罩价格非法经营案。被告人谢某某因非法经营罪被判处有期徒刑8个月，并处罚金18万元；被告单位上海某工贸有限公司因非法经营罪被判处罚金20万元，追缴在案的违法所得10万余元及作案工具电脑主机予以没收。
3月24日，上海市公安局侦破一起某网店在疫情期间哄抬防疫物资价格的非法经营案件。2名犯罪嫌疑人遭到逮捕。

#### 阻碍疫情防控
2月7日，一名44岁的男子因未佩戴口罩进入轨道交通四号线临平路站，被拦下后不听从安检队员和车站工作人员劝阻，还动手推搡安检队员，最终被行政拘留。
2月11日，上海检察机关以涉嫌妨害公务罪和涉嫌寻衅滋事罪批捕两名阻碍疫情防控的犯罪嫌疑人。
2月13日，上海市公安局金山分局以涉嫌妨害传染病防治罪对故意隐瞒真实行程的已出院60歲男性2019冠状病毒病患者李某平采取刑事强制措施。3月16日，李某平被判有期徒刑一年三个月，缓刑一年六个月。
2月14日，一名外籍人员因未按规定凭小区出入证件进出小区，并拒不配合小区工作人员进行体温检测，被上海宝山警方依法行政拘留。
2月18日，上海市首例殴打防疫志愿者入刑案件在上海闵行法院开庭审理。法院一审判决被告人凌某犯寻衅滋事罪，判处有期徒刑1年6个月。
2月21日上午，上海市首例涉疫情防控妨害公务案开庭审理。上海青浦法院宣判，张某因犯妨害公务罪获有期徒刑8个月。
2月22日，62歲男子李某某治愈出院後因曾經隱瞞病情，被警方采取刑事强制措施。
2021年10月26日，崇明区人民法院以妨害国境卫生罪判处被告人邱某有期徒刑一年，缓刑一年，罚款2000元。2020年9月12日，被告人邱某在明知自己为感染者的情况下，委托他人将自己的新冠病毒核酸检测报告结果改为阴性，并用改后的核酸检测报告骗领国内的健康码，于9月16日乘坐航班从菲律宾首都马尼拉飞抵上海浦东国际机场入境，后经入境防疫检测及上海市公共卫生临床中心确诊为感染者，立即接受隔离治疗。2020年10月12日，邱某被拘捕。
2022年1月13日，上海市衛健委宣布對入境人員違反上海「14+7」管控規定者，將追究法律責任。

#### 野生動物交易
2月26日，查获疫情管控期间首例违法交易野生动物案。

#### 散播谣言
2月12日，闵行公安分局新镇派出所以涉嫌編造謠言“拒绝居家隔离人员跳楼”為由將兩名男子顾某和邵某抓获。
2月13日，1名男子通過微信發佈上海疫情大暴发被警方以扰乱公共秩序為由作出行政拘留10日。

#### 防疫詐騙
3月3日，闵行法院审理了上海首例防疫物资诈骗涉刑案，以诈骗罪判处被告人颜某有期徒刑六年六个月，并处罚金人民币五万元，违法所得予以追缴。
3月17日，曾参加选秀节目《以团之名》的录制的原乐华娱乐练习生黄智博，因口罩诈骗被判处有期徒刑3年3個月，罰金人民幣1萬元，不得緩刑。

### 其他
1月25日上海市民政局宣佈，取消全市17个市、区两级婚姻登记机构原定于2020年2月2日为新人加班办理结婚登记。
2月3日，上海市人社局在上海市疫情防控工作领导小组指挥部新闻发布会上宣佈，将实施失业保险稳岗返还政策、延长社会保险缴费期等减负举措以减轻企业负担。
2月8日，為减轻企业负担，上海出台28条综合政策举措支持企业抗疫。
2月，上海市文化和旅游局发布《关于上海市全力防控疫情支持服务旅游企业平稳健康发展的若干政策措施》。
2月14日，上海市委宣传部发布了《全力支持服务本市文化企业疫情防控平稳健康发展的若干政策措施》。
4月23日，上海市政府為促進消費，發佈《关于提振消费信心强力释放消费需求的若干措施》及籌備“五五购物节”，“五五购物节”横跨整个2020年第二季度。而在6月6日又舉辦首屆上海夜生活节。
5月11日，《上海市民健康公约》發布。
6月11日，上海市政府發佈《关于进一步做好稳就业促发展工作的实施意见》。
7月31日，上海市经济信息化委等部门联合印发《关于加大支持本市中小企业平稳健康发展的22条政策措施》，對中小企業實行减免社保、电价、宽带费用及国有房屋租金等政。
11月1日起，《上海市公共卫生应急管理条例》施行。該條例要求在呼吸道传染病流行期间民眾進入公共场所必須佩戴口罩并保持社交距离。
12月30日，《上海市医疗卫生人员权益保障办法》公佈。辦法規定，突发疫情等事件時，医疗卫生人员享有报告發佈免责权。
2021年1月5日，上海市政府決定向上海市800多万户常住居民家庭发放《上海市民健康行为知识读本》和健康工具“公叉勺”。
自2023年1月8日零时起，上海取消入境后全员核酸检测和集中隔离，不再对入境人员健康码赋码，同时取消已有入境人员健康码红码以及进口冷链食品疫情管控。

## 影響
2020年4月20日，上海统计局发布報告，顯示2020年一季度，上海市地区生产总值为7856.62亿元，比2019年同期下降6.7%。其中，第一产业增加值为15.30亿元，下降18.2%；第二产业增加值为1745.23亿元，下降18.1%；第三产业增加值为6096.09亿元，下降2.7%。
2020年，上海旅游业当年经济增加值同比跌幅43.09%。

## 相关事件

### 2020年
2月1日11时30分许，浦东新區康沈路加盟圣蓝苑小区一出租屋内有一名35歲湖北黃岡女子江某死亡。江某于2019年10月来沪，后未离开过上海。经法医鉴定，死者系因呕吐物进入呼吸道导致猝死，排除他杀，且死者新型冠状病毒核酸检测结果为阴性。
部分上海市民认为在疫情防控早期，上海市政府应对措施相较于周边省份明显迟缓。有部分上海网民在社交媒体上使用民怨式标签“#应勇则戆卵#”，但是标签迅速消失。2020年2月13日，中共中央决定，上海市市长应勇出任中共湖北省委书记。消息传出后，有部分上海网民在社交媒体上“欢送”应勇离开上海。
3月21日《新民晚报》新媒体报道称，静安区彭浦新村街道三泉路517弄一名英国籍人士3月14日辗转多地回沪后，其配偶和岳母均希望该英籍人士能去集中隔离点进行医学观察，但该英籍人士拒绝集中隔离，坚持要居家隔离，该居委会党支部书记陈奉涛决定让丈母娘和女儿、孩子暂时离家前往同社区的亲属家中，讓英籍女婿居家隔离。该报道发布后在中国互联网引发了针对外国人在华“超国民待遇”的广泛质疑，《环球时报》总编辑胡锡进更发文批评该居委会对中外人员区别对待的行为。

### 2022年
根据中共中央总书记习近平和中央政治局常委会的指示，中国大陆执行清零政策，随着疫情的发展，上海市委和市政府不断采取一些堪称极端的防疫措施——绝大多数市民被限制在自己的住所中要求“足不出户”；城市正常功能的运转被极大限制；还有大量居民被要求在条件恶劣的集中隔离点进行隔离；当局甚至命令有的社区进行整体搬迁，这导致上海不断出现了大量的次生灾害：民众与当局产生了一定的冲突；有的宠物被扑杀；许多病人得不到应有的医疗服务，有的甚至因此而死亡；部分民众连基本的口粮都得不到保障；有些民众被强制送往方舱医院，有人甚至认为上海当前已经出现了大规模的人道主义灾难，当局的防疫手段也因此备受争议。
上海的状况，也让人们不免对当局的防疫政策产生质疑。许多人认为上海正在面临两难的选择，“躺平”可能带来更多的死亡病例，“封控”则会带来越来越多的次生灾害。有人认为这说明上海当局没有及时采取果断措施，导致疫情蔓延，是一切的主因。还有人认为“动态清零”政策才是一切的根源，是一个不可持续的政策，上海当前的灾难完全是疫情防控政策本身造成的，是以政治而不是科学指导防疫的后果，他们认为“病毒不可怕”而“防控政策本身才可怕”。